# 2. сарајевска лака пјешадијска бригада
Друга сарајевска лака пјешадијска бригада је била пјешадисјка јединица Војске Републике Српске у саставу Сарајевско-романијског корпуса. Зона одговорности бригаде су били источни дијелови општине Српска Илиџа. Команда бригаде се налазила у насељу Војковићи.

## Историја
Почетком 1992. године, 120. лака пјешадијска бригада ЈНА из Зенице је распоређена у насеље Војковиће, у Српскoj Илиџи. Јединица је ту попуњена људством и названа Војковићка бригада. Формирана је у 14. маја 1992. у Војковићима, у саставу Сарајевско-романијског корпуса ВРС. Насљедник је Војковићке бригаде ТО. Попуњавана је војним обвезницима са територија мјесних заједница Војковићи, Грлица и Крупац (општина Илиџа) и територије општине Трново. Командно мјесто бригаде било је у Војковићима, а истурено командно мјесто у селу Остојићи. Бригада је имала: команду бригаде, команду стана, извиђачки вод, вод војне полиције, вод везе, три пјешадијска батаљона, чету минобацача 120 мм, батерију лаких ручних бацача 128 мм, мјешовити противоклопни
вод, лаки артиљеријско-ракетни вод ПВО и позадинску чету. Поред формацијских јединица, имала је и механизовану чету. По формацији је имала 1.671 борца. Због недостатка војних обвезника на територији одакле се попуњавала, исељавања дијела
становништва, бригада је имала око 1.200 људи. Зато је у јулу 1995. преформирана у бригаду четног састава.
У току рата 1992-1995. бригада је изводила борбена дејства у зони Сарајевско-романијског корпуса ВРС у одбрани насеља у Српском Сарајеву од Добриње, преко Бојковића и Крупца, до Трескавице и дијелом снага у зони Источнобосанског корпуса ВРС. Имала је 153 погинула, 12 умрлих од посљедица рањавања, једног несталог и 450 рањених војника и старјешина.
Бригадом је командовао мајор Милан Маљковић (мај-август 1992), потпуковник Милорад Шеховац (август 1992. - јун 1995) и потпуковник Радомир Росић (јул 1995. - јануар 1996). Бригада је фебруара 1996. ушла у састав 705. моторизоване
бригаде 7. корпуса ВРС. Спомен-капела Светог великомученика Прокопија са спомен-собом бригаде подигнута је 2009/10. у порти Цркве Светог Петра Дабробосанског у Војковићима.

## Дан одбране Војковића, Грлице и Крупца
Дана 4. августа 1992. године, војници Армијe Републике Босне и Херцеговине из правца Храснице су извршили изненадни напад на источна насеља општине Српска Илиџа, Војковиће, Грлицу и Крупац. Током одбране ових насеља, у храброј борби погинуло је седам српских бораца, а четрнаест их је тешко рањено. Као подсјетник на ове јуначке догађаје, Војска Републике Српске и општина Источна Илиџа сваке године организују манифестацију "4. август – Да се не заборави", када се одаје почаст храбрим српским борцима, који су зауставили једну од већих офанзива Армијe Републике Босне и Херцеговине.